# Spiritfarer
Spiritfarer es un videojuego independiente de acción desarrollado y publicado por el estudio canadiense Thunder Lotus Games y liberado el 18 de agosto de 2020 para Microsoft Windows, macOS, Linux, PlayStation 4, Nintendo Switch, Xbox One y Stadia. El personaje principal, Stella, se convierte en un "Spiritfarer" (viajero espiritual) cuyo trabajo es transportar los espíritus de los difuntos al "más allá".
Recibió críticas generalmente positivas porque elogian su jugabilidad de un ritmo lento, su detallada animación, una partitura musical de orquesta y temas únicos, y en diciembre de 2021 había vendido por encima de un millón de copias. Tras el lanzamiento del juego, Thunder Lotus decidió que Spiritfarer añadiera nuevo contenido con actualizaciones gratuitas; en la última actualización del 13 de diciembre de 2021, el juego pasaría a llamarse Spiritfarer: Farewell Edition.

## Sinopsis
Spiritfarer es un juego de aventura indie desarrollado por Thunder Lotus Games donde el jugador tiene que satisfacer las necesidades de los espíritus a bordo de su barco con alimentos y construyendo mejoras adicionales a la barca para satisfacer los deseos y necesidades de los espíritus. Esto conlleva a que el jugador recolecte materiales mientras navega en su viaje para construir cocinas, jardines y otras amenidades para ayudar a que los espíritus se sientan más en un hogar mientras descubres un poco más de la historia que hay detrás de cada espíritu cuando navegan en busca de cruzar el más allá del Everdoor. Estas nuevas secciones que son añadidas al barco se colocan como si se tratara de un juego de Tetris, colocando uno tras otro en cualquier forma que quepan. El personaje que Stella conoce a lo largo del camino le proporciona al jugador minijuegos para probar sus habilidades y obtener materiales y monedas que le serán pertinentes para los personajes de los espíritus. El juego también tiene vendedores que ofrecen elementos interesantes para el interior del barco como semillas de plantas para los jardines y mobiliario para decorar el barco, dando una experiencia más personalizada.

## Historia
El jugador toma la posición de Stella, acompañado por su mascota Daffodil, quién toma el lugar del ser mitológico Charon como el nuevo Spiritfarer, un barquero que tiene que navegar por el mar encontrando espíritus y concediendo sus últimas voluntades y finalmente llevarlos al Everdoor, una puerta al más allá. Para ayudar en su travesía,Charon les regala a Stella como a Daffodil una Everlight.
Después de que Charon pasó por el Everdoor, Stella obtiene su propio barco y comienza a viajar por el mundo, recogiendo espíritus y ayudándolos a cumplir sus últimas ilusiones mientras hace amigos por su camino. Conforme recoge más espíritus y recolecta recursos, Stella expande su barco y sus capacidades. Sin embargo, eventualmente, Stella tendrá que empezar a enviar a los espíritus al Everdoor y cada uno de ellos se despedirá emocionalmente mientras le dan las gracias a Stella por todo lo que ha hecho por ellos, dejándole una flor espiritual para recordarlos. A medida que Stella envía más y más espíritus, pronto empieza a encontrarse ocasionalmente con Hades en una forma de búho gigante. Hades le muestra aparentemente a Stella imágenes de su vida pasada como enfermera de cuidados paliativos, cuidando a pacientes con enfermedades terminales antes de que ella misma se enfermara. Luego, Hades cuestiona las motivaciones de Stella, preguntándose si su deseo de ayudar a los espíritus es verdaderamente altruistas o simplemente es un medio egoísta para aliviar sus propias inseguridades.
Finalmente, Stella envía al último espíritu a través del Everdoor y tiene una confrontación final con Hades. Hades revela que el cuerpo real de Stella está al borde de la muerte en el mundo real y es, ahora, su momento de atravesar el Everdoor. Con su propósito cumplió, Stella navega de regreso junto con Daffodil al Everdoor por última vez. Ellos pasan por el Everdoor y ambos se convierten en una constelación en el cielo.

## Desarrollo del juego
El Director Creativo Nicolas Guérin mencionó que las historias del juego están basadas en sus propias experiencias de perdida; querían crear un juego que manejara la muerte de una manera personal e íntima, refiriéndose a la muerte de familiares y seres queridos. El concepto original que tenían en el juego toma lugar en un tren en vez utilizar un barco pero el equipo decidió que no encajaba con lo que ellos querían. También se discutieron sus cambios de temporada pero fueron descartados porque el alcance del juego era demasiado largo y tenía poca importancia en el juego. También, las secciones de agricultura eran demasiadas largas, acercándose al concepto original de los juegos de simulación de la competencia como lo son Harvest Moon y Stardew Valley entonces, Thunder Lotus tomó la decisión de retenerlo haciendo que las porciones de recolección no tuvieran un tiempo de consumo y que este cambio los diferenciara de su competencia. El juego está repleto de historias de los espíritus que miden hasta 90,000 palabras en el momento en el que Gamespot publicó su entrevista con Guérin el 28 de julio de 2021. Guérin mencionó haber investigado durante un mes los centros de atención de perdidas y preguntó al personal historias personales de seres queridos para ayudar al desarrollo de los personajes que ya estaban en proceso. Los personajes se diseñaron primero y posteriormente se le dio personalidad, como estar en armonía con su animal interior o tener una naturaleza más humana. El juego en sí se describe como una construcción de la mente de Stella y cómo desarrolla sus puntos de vista y comprensión de la muerte. Guérin mencionó que esto se muestra a través de los paisajes de las islas a medida que el juego avanza y Stella viaja por el mapa.

## Críticas
Spiritfarer recibió "críticas generalmente favorables" para su versión de PC, de acuerdo con Metacritic.
Tom Marks (de IGN) valoró el juego con un 9/10 y le otorgó el premio "Editor's Choice", comparando al juego con una combinación de Animal Crossing y un juego de plataforma de acción. Afirmó que, mientras el juego "aborda un tema pesado de la muerte y los que quedan en el camino", es "colorido"  y "hace sentirte bien". Llamó a la historia "llena de personajes encantadores con historias sombrías y conmovedoras", aunque afirmó que "no todos los personajes son tan impactantes como otros". Declaró que el retroceso se volvía "aburrido" y la fórmula del juego se volvía predecible con tareas que "se repetían rápidamente" si el jugador intentaba optimizar su eficacia, pero el juego obligaba a los personajes queridos irse afectandolos emocionalmente.
Rachel Vatios de PC Gamer  valoró el juego con un 85/100, diciendo que es un "simulador de vida saludable" que "trata el tema de la muerte y la compasión con un equilibrio magistral". Sin embargo, criticó la "vanguedad deliberada" sobre la naturaleza del más allá y sus habitantes como "confundiendo la claridad de las intenciones de los personajes". Eric Furgoneta Allen de <b>USGamer</b>  calificó el juego con un 4/5, diciendo que su escritura es "calida, divertida y encantadora", y el juego "se disfruta más en pequeñas partes".
Fue nominado para Games For Impact and Best Indie Game en The Game Awards 2020. Es también un nominado para el Nebula Award for Best Game Writing y el Hugo Award para Best Video Game.
Thunder Lotus anunció que en diciembre del 2021 el juego había vendido un millón de copias.